# Javier Manquillo
Javier Manquillo Gaitán, né le 5 mai 1994 à Madrid, est un footballeur espagnol qui évolue au poste d'arrière droit au Celta de Vigo.

## Carrière

### Atlético de Madrid (2012-2017)
Formé à l'Atlético de Madrid après un passage junior au Real Madrid, il joue son premier match amical à 17 ans contre le Zamalek SC en 2011. Souvent utilisé en équipe B, en troisième division, il prend part à son premier match professionnel en décembre 2011 lors d'une défaite deux buts à un en Coupe du Roi contre l'Albacete, son seul match de la saison avec l'équipe première.
En 2012-2013, il apparaît à neuf reprises en équipe première avant d'être sacré champion d'Espagne en 2014. Il joue cette même saison son premier match de Ligue des champions le 11 décembre 2013 à l'occasion de la victoire contre le FC Porto (2-0) avant que son club n'atteigne la finale. Quelques semaines avant contre le Real Madrid, il chute lourdement face à Cristiano Ronaldo. Bilan : fracture de la lamina vertébrale, il doit porter une minerve plusieurs semaines et ne figure donc pas sur la feuille de match de la finale.

### Enchaînement de prêts
À l'été 2014, Manquillo est prêté à Liverpool pour deux saisons, l'OM était lui aussi sur un éventuel prêt. Jouant très peu et barré par la concurrence à son poste il ne dispute que 19 matchs lors de la saison 2014/2015 et son prêt est annulé le 7 juillet 2015, le joueur de 21 ans n'ayant pas disposé d'un temps de jeu suffisamment conséquent lors de la première saison.
Le 24 juillet 2015, un accord entre l'Atlético de Madrid et l'Olympique de Marseille est trouvé pour un prêt avec option d'achat. Le joueur signe trois jours plus tard. Il joue son premier match sous le maillot phocéen un mois suivant au Stade Vélodrome contre l'ES Troyes (6-0) en tant que titulaire à la suite de la blessure à l'échauffement de Brice Dja Djédjé. Il trouve une place de titulaire dans le club, que ce soit à droite ou à gauche mais le club connaît une saison difficile avec une treizième place en championnat malgré une finale de Coupe de France perdue face au Paris SG.
Il est prêté une troisième saison consécutive, cette fois à Sunderland. Trois jours plus tard, il est titularisé pour le compte de la troisième journée de championnat.

### Newcastle United
Javier Manquillo s'engage avec Newcastle United en 2017. Titulaire indiscutable au poste de latéral gauche en début de saison dans une première partie de saison difficile pour le club qui ne compte que cinq victoires à la mi-saison, il perd sa place au profit de Paul Dummett. La saison suivante est dans la continuité, il joue un rôle de doublure mais prend part à vingt-et-une rencontres toutes compétitions confondues.
Il retrouve peu à peu une place de titulaire au poste de latéral droit lors de la saison 2019-2020 mais se blesse contre Leicester City à la cuisse et rate une dizaine de matchs. La saison suivante est compliquée pour lui et son temps de jeu qui diminue dû à la concurrence mais aussi au système de jeu pas toujours idéal pour lui.

### En sélection nationale
Il passe par toutes les catégories jeunes espagnoles notamment par l'équipe d'Espagne - 19 ans avec qui il remporte le Championnat d'Europe de football des moins de 19 ans 2012 battant la Grèce en finale 1-0. Il remporte également la Coupe de l'Atlantique avec l'équipe d'Espagne des moins de 18 ans la même année.

## Statistiques
| Saison                | Club                          | Championnat           | Championnat | Championnat | Coupe nationale | Coupe nationale | Coupe de la Ligue | Coupe de la Ligue | Compétition(s) continentale(s) | Compétition(s) continentale(s) | Compétition(s) continentale(s) | Total | Total |
| Saison                | Club                          | Division              | M.          | B.          | M.              | B.              | M.                | B.                | Comp.                          | M.                             | B.                             | M.    | B.    |
| 2011-2012             | Atlético de Madrid B          | Segunda División B    | 14          | 0           | -               | -               | -                 | -                 | -                              | -                              | -                              | 14    | 0     |
| 2012-2013             | Atlético de Madrid B          | Segunda División B    | 29          | 0           | -               | -               | -                 | -                 | -                              | -                              | -                              | 29    | 0     |
| Sous-total            | Sous-total                    | Sous-total            | 43          | 0           | -               | -               | -                 | -                 | -                              | -                              | -                              | 43    | 0     |
| 2011-2012             | Atlético de Madrid            | Liga                  | -           | -           | 1               | 0               | -                 | -                 | -                              | -                              | -                              | 1     | 0     |
| 2012-2013             | Atlético de Madrid            | Liga                  | 3           | 0           | 4               | 0               | -                 | -                 | C3                             | 2                              | 0                              | 9     | 0     |
| 2013-2014             | Atlético de Madrid            | Liga                  | 3           | 0           | 3               | 0               | -                 | -                 | C1                             | 1                              | 0                              | 7     | 0     |
| Sous-total            | Sous-total                    | Sous-total            | 6           | 0           | 8               | 0               | -                 | -                 | -                              | 3                              | 0                              | 17    | 0     |
| 2014-2015             | Liverpool FC (prêt)           | Premier League        | 10          | 0           | 2               | 0               | 2                 | 0                 | C1+C3                          | 4+1                            | 0+0                            | 19    | 0     |
| 2015-2016             | Olympique de Marseille (prêt) | Ligue 1               | 31          | 0           | 6               | 0               | 2                 | 0                 | C3                             | 4                              | 0                              | 43    | 0     |
| 2016-2017             | Sunderland AFC (prêt)         | Premier League        | 20          | 1           | 2               | 0               | -                 | -                 | -                              | -                              | -                              | 22    | 1     |
| Sous-total            | Sous-total                    | Sous-total            | 61          | 1           | 10              | 0               | 4                 | 0                 | -                              | 9                              | 0                              | 84    | 1     |
| 2017-2018             | Newcastle United              | Premier League        | 21          | 0           | 2               | 0               | -                 | -                 | -                              | -                              | -                              | 23    | 0     |
| 2018-2019             | Newcastle United              | Premier League        | 18          | 0           | 3               | 0               | -                 | -                 | -                              | -                              | -                              | 21    | 0     |
| 2019-2020             | Newcastle United              | Premier League        | 21          | 0           | 2               | 0               | 1                 | 0                 | -                              | -                              | -                              | 24    | 0     |
| 2020-2021             | Newcastle United              | Premier League        | 13          | 0           | -               | -               | 2                 | 0                 | -                              | -                              | -                              | 15    | 0     |
| 2021-2022             | Newcastle United              | Premier League        | 19          | 1           | 1               | 0               | 1                 | 0                 | -                              | -                              | -                              | 21    | 1     |
| 2022-2023             | Newcastle United              | Premier League        | 4           | 0           | 1               | 0               | 1                 | 0                 | -                              | -                              | -                              | 6     | 0     |
| Sous-total            | Sous-total                    | Sous-total            | 96          | 1           | 9               | 0               | 5                 | 0                 | -                              | -                              | -                              | 110   | 1     |
| 2023-2024             | Celta de Vigo                 | Liga                  | 12          | 0           | -               | -               | -                 | -                 | -                              | -                              | -                              | 12    | 0     |
| 2024-2025             | Celta de Vigo                 | Liga                  | 5           | 0           | -               | -               | -                 | -                 | -                              | -                              | -                              | 5     | 0     |
| Total sur la carrière | Total sur la carrière         | Total sur la carrière | 223         | 2           | 27              | 0               | 9                 | 0                 | -                              | 12                             | 0                              | 271   | 2     |

## Palmarès

### En club
Il est champion d'Espagne en 2013-2014 avec Atlético de Madrid devançant le FC Barcelone. Lors de son prêt à l'Olympique de Marseille, il est finaliste de la Coupe de France 2016.

### En équipe nationale
Avec l'équipe d'Espagne des moins de 18 ans, il remporte la Coupe de l'Atlantique en 2012.
Il est champion d'Europe des moins de 19 ans en 2012 avec l'équipe d'Espagne des moins de 19 ans battant la Grèce en finale 1-0.